# Hell of the Marianas
Le Hell of the Marianas (Enfer des Mariannes) est une course cycliste américaine disputée au mois de décembre sur l'archipel de Saipan, au cœur des îles Mariannes du Nord. 

## Palmarès

### Élites Hommes
| Année     | Vainqueur         | Deuxième             | Troisième            |
| --------- | ----------------- | -------------------- | -------------------- |
| 2007      | Eli Torgeson      | Fred Gray            | Derek Horton (en)    |
| 2008      | Eli Torgeson      | Jazy Fernandez       | Ka On Cho            |
| 2009      | Aleksandr Bajenov | Evgeny Smorchkov     | Lee Huan-geo         |
| 2010      | Kang Yeon-deoh    | Cameron O'Neil       | Jung Sung-in         |
| 2011      | Jack Anderson     | Kenji Hashimoto      | Seo Joon-yong        |
| 2012      | Jack Anderson     | Jang Sun-jae         | Aleksandr Dorovskikh |
| 2013      | Kazuhiro Yamamoto | Aleksandr Dorovskikh | Ka On Cho            |
| 2014      | Konstantin Fast   | Aleksandr Dorovskikh | Ryūtarō Nakamura     |
| 2015      | Ryūtarō Nakamura  | Chen Chien-liang     | Yang Wu-hsin         |
| 2016      | Jan Paul Morales  | Makoto Morimoto      | Mark Galedo          |
| 2017      | Mark Galedo       | Ronald Lomotos       | Jan Paul Morales     |
| 2018      | pas de course     | pas de course        | pas de course        |
| 2019      | Kevin Biffiger    | Marko Pavlič         | Toshiki Nagatsuka    |
| 2020-2022 | pas de course     | pas de course        | pas de course        |
| 2023      | Ryohei Fujita     | Rinichiro Shigeta    | Ryan Matienzo        |
| 2024      | Ryo Inoue         | Michiya Suzuki       | Rick Nobel           |

### Élites Femmes
| Année     | Vainqueur      | Deuxième       | Troisième       |
| --------- | -------------- | -------------- | --------------- |
| 2007      | Susan Seay     |                |                 |
| 2008      | Mieko Carey    |                |                 |
| 2009      | Amber Halliday |                |                 |
| 2010      | Mieko Carey    |                |                 |
| 2011      | Jodie Willett  |                |                 |
| 2012      | Jodie Willett  |                |                 |
| 2013      | Jodie Willett  | Mieko Carey    | Kimiko Hasegawa |
| 2014      | Mieko Carey    | Kimiko McKagan |                 |
| 2015      | Mieko Carey    | Manami Iijima  | Kimiko McKagan  |
| 2016      | Mieko Carey    | Manami Iijima  | Chika Fukumoto  |
| 2017      | Yasue Nakahara | Chau Yu Ng     |                 |
| 2018      | pas de course  | pas de course  | pas de course   |
| 2019      | Laura Nadeau   | Yasue Nakahara | Kylie Adair     |
| 2020-2022 | pas de course  | pas de course  | pas de course   |
| 2023      | Kim Miso       | Jang Ji-seon   | Jo Ara          |
| 2024      | Kim Miso       | Yukako Suzuki  | Jang Ji-seon    |